# Бизунов, Сергей Иванович
Сергей Иванович Бизунов (1914—1983) — сельскохозяйственный деятель, Герой Социалистического Труда (1958).

## Биография

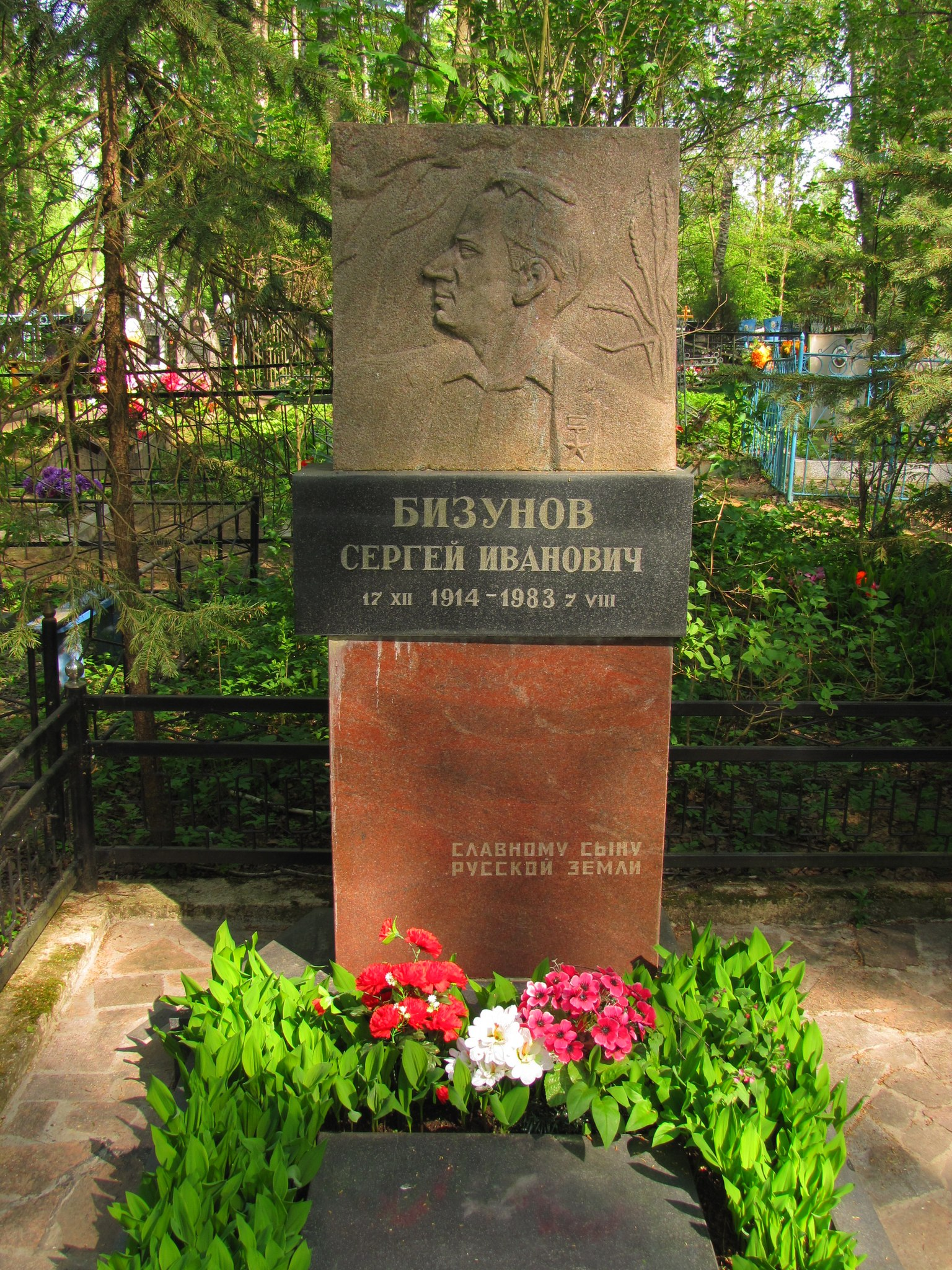
Могила Бизунова в Лучесе.

Сергей Бизунов родился 17 декабря 1914 года в деревне Харинка (ныне — Починковский район Смоленской области). В 1930 году окончил неполную среднюю школу, после чего работал счетоводом. В 1939—1941 годах был заведующим общим отделом Починковского райисполкома. В июне 1941 года Бизунов был призван на службу в Рабоче-крестьянскую Красную Армию и направлен на фронт Великой Отечественной войны. Воевал в составе железнодорожных войск Западного и 2-го Белорусского фронта. В марте 1947 года был уволен в запас и вернулся на родину. С ноября 1947 года был председателем исполкома Починковского городского Совета депутатов трудящихся. В 1951 году Бизунов окончил курсы по подготовке партийных и советских работников в Смоленске, после чего до 1954 года работал заместителем председателя исполкома Починковского районного Совета депутатов трудящихся.
В марте 1954 года Бизунов по партийному призыву добровольно поехал на постоянную работу в деревню, был избран председателем колхоза имени Сталина (позднее — имени Ленина) и находился на этой должности до самой смерти. Благодаря его усилиям этот колхоз стал одним из передовых в области.
Указом Президиума Верховного Совета СССР от 10 марта 1958 года за «выдающиеся успехи, достигнутые в работе по увеличению производства и сдачи государству сельскохозяйственных продуктов» Сергей Бизунов был удостоен высокого звания Героя Социалистического Труда с вручением ордена Ленина и медали «Серп и Молот».
Успехи колхоза были особо отмечены — в 1971 году он был награждён орденом Ленина. Бизунов активно участвовал в общественной деятельности, был депутатом (от Смоленской области) Совета Союза Верховного Совета СССР 4-го и 5-го созыва, делегатом 3-го съезда колхозников СССР, членом райкома и обкома КПСС, депутатом районного и областного Совета народных депутатов. Умер 7 августа 1983 года, похоронен в деревне Лучеса Починковского района Смоленской области.
Был также награждён орденом Красной Звезды и рядом медалей, знаком «Отличник железнодорожных войск».
В честь Бизунова названа центральная улица Лучесы.